# Elecciones municipales de General Alvarado de 2023
Las elecciones en el partido de General Alvarado de 2023 se realizaron 
el 22 de octubre junto con las elecciones nacionales y provinciales. Ese día se elegirán intendente, concejales y consejeros escolares. El 24 de junio se oficializaron los candidatos.

## Candidatos[1]
| Logo | Logo | Partido/alianza      | Partidos en la alianza | Candidato a intendente | Candidato a intendente                                                             |
| ---- | ---- | -------------------- | --- | ---------------------- | ---------------------------------------------------------------------------------- |
|      |      | Juntos por el Cambio | Ver lista - Unión Cívica Radical - Partido Nacionalista Constitucional - UNIR - Generación para un Encuentro Nacional - Partido Lealtad y Dignidad de Buenos Aires - Partido Demócrata Progresista - Coalición Cívica ARI - Partido del Diálogo - Propuesta Federal para el Cambio - Propuesta Republicana - Partido Integrar - Alternativa Vecinal - Partido Socialista - Espacio Abierto para el Desarrollo y la Integración Social |                        | Enrique Marcelo Honores (UCR) Intendente de General Alvarado (1983-1991,1995-2003) |
|      |      | Juntos por el Cambio | Ver lista - Unión Cívica Radical - Partido Nacionalista Constitucional - UNIR - Generación para un Encuentro Nacional - Partido Lealtad y Dignidad de Buenos Aires - Partido Demócrata Progresista - Coalición Cívica ARI - Partido del Diálogo - Propuesta Federal para el Cambio - Propuesta Republicana - Partido Integrar - Alternativa Vecinal - Partido Socialista - Espacio Abierto para el Desarrollo y la Integración Social |                        | Enrique Marcelo Honores (UCR) Intendente de General Alvarado (1983-1991,1995-2003) |
|      |      | Unión por la Patria  | Ver lista - Partido Justicialista - Partido de la Victoria - Frente Renovador - Nuevo Encuentro - Frente Grande - Nuevo Encuentro por la Democracia y la Equidad - Kolina - Política Abierta para la Integridad Social - Partido Comunista - Partido del Trabajo y del Pueblo - Instrumento electoral por la Unidad Popular - Partido Solidario - Partido de la Cultura, la Educación y el Trabajo                                    |                        | Sebastián Ianantuony (FR) Intendente de General Alvarado (2019-presente)           |
|      |      | La Libertad Avanza   | Ver lista - Unión por Todos - Unión Celeste y Blanco - Partido Demócrata - Partido Fe - Partido Integrar - Movimiento de Integración y Desarrollo |                        | Nicolás Martínez de Vedia                                                          |

## Resultados

### Primarias[2]
Habilitado para las elecciones generales
| Partido/Alianza       | Partido/Alianza                              | Lista                            | Precandidato a intendente | Interna | Interna | Partido | Partido                |
| Partido/Alianza       | Partido/Alianza                              | Lista                            | Precandidato a intendente | Votos   | %       | Votos   | % (de votos positivos) |
| --------------------- | -------------------------------------------- | -------------------------------- | ------------------------- | ------- | ------- | ------- | ---------------------- |
|                       | Juntos por el Cambio                         | Falta Menos para Vivir sin Miedo | Joaquín Sánchez Charró    | 4.802   |         | 11.879  | 49,95%                 |
| La Fuerza del Cambio  | Juntos por el Cambio                         | Enrique Marcelo Honores          | 7.077                     |         |         | 11.879  | 49,95%                 |
|                       | Unión por la Patria                          | Celeste y Blanca 2               | Sebastián Ianantuony      | —       | —       | 8.075   | 33,95%                 |
|                       | La Libertad Avanza                           | Libertad por Siempre             | Nicolás Martínez de Vedia | —       | —       | 3.486   | 14,66%                 |
|                       | Principios y Valores                         | Tierra, Techo y Trabajo          | David Gabino Labarta      | —       | —       | 179     | 0,75%                  |
|                       | Frente de Izquierda y de Trabajadores-Unidad | Unir y Fortalecer la Izquierda   | Ramiro Nahuel Albornoz    | —       | —       | 159     | 0,66%                  |
| Votos positivos       |                                              |                                  |                           |         |         |         |                        |
| Votos en blanco       |                                              |                                  |                           |         |         |         |                        |
| Votos válidos         |                                              |                                  |                           |         |         |         |                        |
| Votos nulos           |                                              |                                  |                           |         |         |         |                        |
| Participación         |                                              |                                  |                           |         |         |         |                        |
| Electores habilitados |                                              |                                  |                           |         |         |         |                        |
| Fuente:               |                                              |                                  |                           |         |         |         |                        |